# Teekpeh
Teekpeh är en klan i Liberia. Den ligger i Central River Cess District i regionen River Cess County, i den centrala delen av landet, 180 km öster om huvudstaden Monrovia.